# Francesco Mario Grapaldi
 (février 2022).
Francesco Mario Grapaldi (ou Francesco Maria, ou Grapaldo) né en janvier 1460 à Parme et mort dans la même ville en novembre 1515 est un humaniste italien.

## Biographie
Né à Parmeen janvier 1460, Francesco Mario Grapaldi fut nommé secrétaire de l’ambassade que les Parmesans envoyèrent au pape Jules II pour le féliciter des avantages qu’il venait d’obtenir contre les Français (1512). Grapaldi avait cultivé la littérature avec quelque succès, et désirant profiter de cette circonstance pour obtenir la couronne poétique, il récita devant le pape une pièce de vers qui, dit-on, n’était pas sans agrément. Mais malheureusement il y faisait l’éloge des divinités païennes, et Paride Grassi, maître des cérémonies, homme d’un esprit assez étroit, décida que le pape ne pouvait couronner un pareil ouvrage. Cependant, quelques jours après, le pape ayant réuni les ambassadeurs à un grand repas, Grapaldi fut introduit dans la salle du festin et prononça un discours en prose, suivi de quelques vers sur la délivrance de l’Italie. Alors Jules II fit approcher l’ambassadeur de l’empereur, et tous deux, prenant une des couronnes qu’on avait apportées, la posèrent sur la tête de Grapaldi : il fut en même temps créé chevalier. Grapaldi était âgé au moins de quarante-six ans, puisque Paul Jove dit qu’il en avait plus de cinquante en 1515. Il mourut cette année-là, à Parme, d’une rétention d’urine.

## Œuvres
Son principal ouvrage est intitulé De partibus ædium, Dictionarius longe lepidissimus nec minus fructuosus. La première édition, qui est fort rare, fut imprimée à Parme par Angelo Ugoleto, 1494, in-4° ; il reparut dans la même ville, avec des augmentations, en 1501, 1506 et 1516 ; il s’en est fait plusieurs autres éditions, mais qu’il est inutile de citer, puisqu’elles ne sont que des réimpressions de celles qu’on vient d’indiquer. L’édition de 1516 mérite l’attention des curieux : c’est, suivant David Clément, la plus belle et la plus complète de toutes. Le titre en est orné d’un portrait de l’auteur ; viennent ensuite plusieurs épigrammes à sa louange, et sa vie, par Giovanni Andrea Albio, son ami : elle renferme en outre une seconde partie, qui a pour titre De verborum explanatione quæ in libro ædium continentur. Cette table a été rédigée avec beaucoup de négligence, et quoique les mots y soient rangés dans l’ordre alphabétique , on est quelquefois obligé de parcourir plusieurs pages avant de trouver celui dont on cherche l’explication. Cette seconde partie n’a pas été reproduite dans toutes les éditions postérieures, et celles qui en sont privées ne jouissent d’aucune estime. On cite encore de Grapaldi :
- des notes sur les comédies de Plaute, insérées dans l’édition de Venise, 1528, in-fol. ;
- les Sept Psaumes de la pénitence, imités de ceux de David ;
- un livre de Rime diverse, qu’on dit très-élégantes.